# Biblioteca de la Universidad Politécnica de Valencia

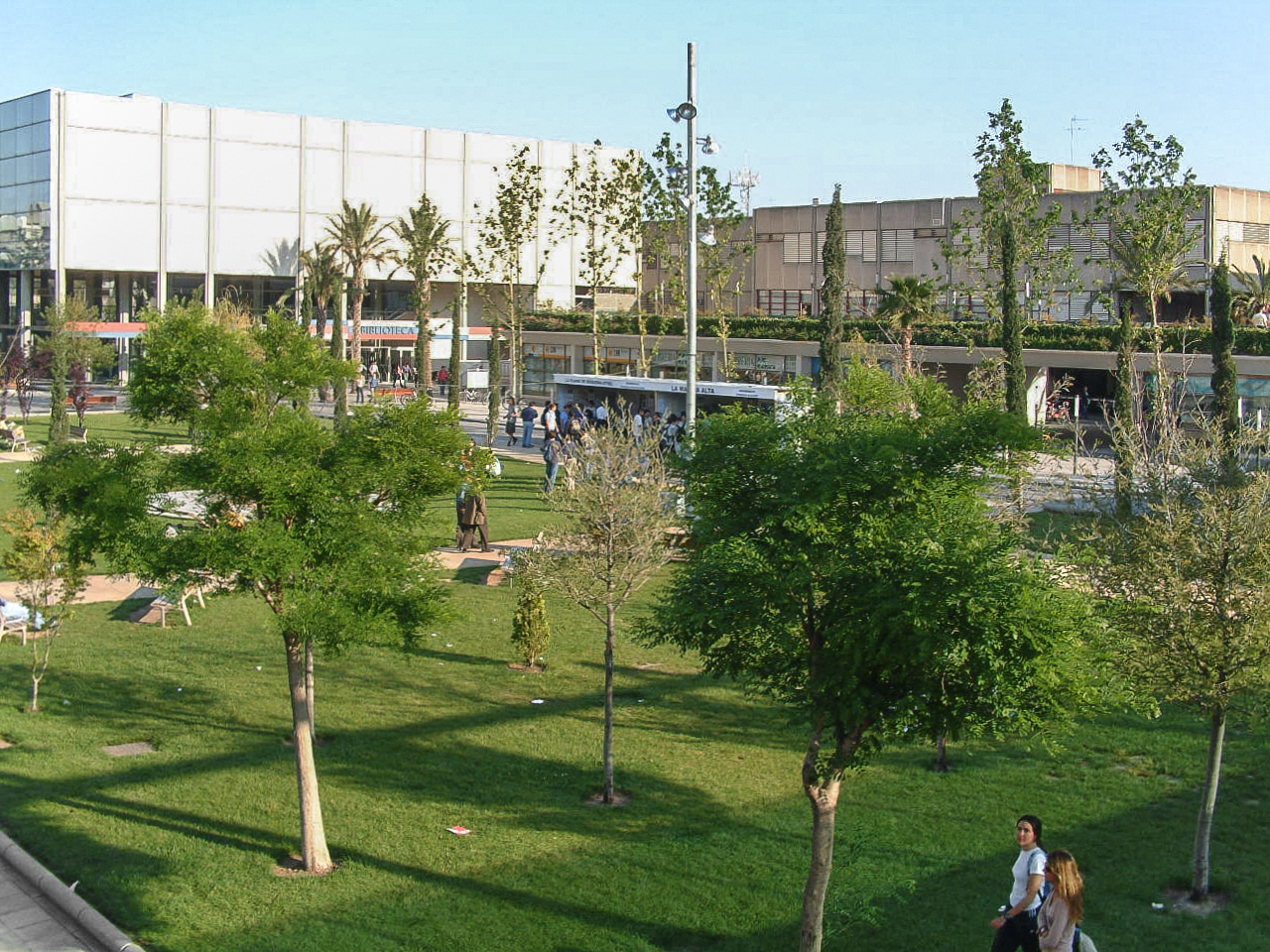
Biblioteca UPV en el Ágora

La  Biblioteca de la Universidad Politécnica de Valencia está integrada por 12 bibliotecas y salas de estudio con un total de 13 001 m² y 3.232 puestos de lectura y alberga en sus fondos más de 550 000 monografías en papel, 24 000 libros electrónicos y 19 000 revistas electrónicas. Cada año se registran cerca de 2'2 millones de entradas a sus salas y 660 000 préstamos domiciliarios, se descargan casi 730 000 documentos y se realizan más de 6'7 millones de consultas al catálogo.
También gestiona el repositorio institucional RiuNet y la plataforma OJS de revistas en acceso abierto PoliPapers.
Su sede principal está ubicada en el Ágora del Campus de Vera.

## Ubicación
Camino de Vera s/n Edificio 4L